# El arco iris
El arco iris (en inglés: The Rainbow) es una novela del escritor británico David Herbert Lawrence. Fue publicado en Reino Unido en 1915.

## Reseña
«El arco iris» La obra trata sobre tres generaciones de la familia Brangwen de Nottinghamshire desde 1840 hasta los primeros años del siglo veinte. En este marco Lawrence pinta las pasiones de sus personajes mientras explora la distintas presiones que someten sus vidas, usando el simbolismo religioso en el cual el arcoíris del título es el nexo de unión. Su foco se centra principalmente en la batalla individual por crecer, el matrimonio y el cambio de las condiciones sociales, un proceso que será más difícil generación tras generación. La joven Úrsula Brangwen, cuya historia continuará en Mujeres enamoradas, será finalmente la figura central en la que se reflejarán los esquemas sociales Ingleses y el impacto de la industrialización y urbanización en la psique humana.
El libro se encuentra de dominio público.